# 極性転換反応
極性転換反応（ドイツ語: Umpolung）は狭義には極性変換に類似する。分子の性質、極性を逆転させる反応であり、通常の有機化学ではできない結合生成を可能にするなど、柔軟かつ幅広い分子変換を可能にする。

## 反応
ケトン、イミン等のカルボニル、イミノ化合物等における求核付加反応は一般的にはより電子密度の低い炭素原子上で進行するが、反応基質や反応条件等を調整することで酸素及び窒素原子上でも進行し得る。
α-イミノエステルを基質として用いるN-アルキル化により種々のα-アミノ酸を合成できる。本手法はHenri B. Kagan、清水真らが中心となって長らく発展させられてきた。求核試薬としてはグリニャール試薬や有機アルミニウム試薬が用いられる。基質はケチミンだけに限らずアルジミンも適応できることから、電子的な要因が大きく影響することが分かる。
B. L. Ashfeldらは求核性の高いホスフィンを用いることで、α-ケトエステルとニトロソ化合物からα-ニトロンエステルへと変換している。

## 研究者
- Henri B. Kagan (パリ第11大学) Chemical Reviews 92 (5): 1007–1019. doi:10.1021/cr00013a013.
- Marisa C Kozlowski (ペンシルバニヤ大) [1]
- 清水真 (三重大学) [2][3]
- B. L. Ashfeld (ノートルダム大学)An umpolung approach toward N-aryl nitrone construction: a phosphine-mediated addition of 1,2-dicarbonyls to nitroso electrophiles

```
   
ノートルダム大学
```